# Jürgen Kupke
Jürgen Kupke (* 1960 im Vogtland) ist ein deutscher Klarinettist.

## Leben und Wirken
Kupke studierte von 1977 bis 1981 Klarinette an der Hochschule für Musik „Hanns Eisler“ Berlin, anschließend bis 1987 war er Soloklarinettist am Theater der Stadt Brandenburg und 1987–1991 Saxophonist und Klarinettist an der kleinen Bühne Das Ei am Berliner Friedrichstadtpalast. Seit 1992 ist er als freischaffender Studio- und Theatermusiker tätig, u. a. für das Deutsche Theater Berlin, Berliner Ensemble und das Maxim-Gorki-Theater. 1989 war er Mitglied im Günter-Heinz-Quartett, 1994 war er Gastmusiker der Band Animato um Bernhard Kegel. Seit 1995 spielt er im Duo mit dem Pianisten Hannes Zerbe. Außerdem gehörte er der Band Frigg um Bert Wrede an, mit der er mehrere Alben einspielte. 1998 entstand das Album The Clarinet Trio (Leo Records), mit Kupke (Klarinette), Gebhard Ullmann und Theo Nabicht (Bassklarinette). Seit Mitte der 2000er Jahre gehört er dem Hermann-Keller-Quartett an; seit 2011 ist er Mitglied von Hannes Zerbes Jazzorchester Berlin. Er wirkte auch bei Ullmanns verschiedenen Ta Lam-Bandprojekten mit, wie beim Tributalbum an Charles Mingus (2011). Er unterrichtet an der Musikschule Berlin-Kreuzberg.

## Diskographische Hinweise
- Tá Lam Acht: Moritat (99 Records, 1994)
- Frigg: Dust Diary (99 Records, 1997, mit Bert Wrede, Sebastian Hilken, Horst Nonnenmacher, Boris Bell, sowie David Tronzo, Elliott Sharp)
- Frigg: Brecht (Knitting Factory Records, 1999, mit Bert Wrede, Sebastian Hilken, Horst Nonnenmacher, Boris Bell, sowie Phil Minton, Meira Asher, Theo Nabicht, Michael Groß, Elliott Sharp)
- Stereo Lisa: Anno Onno Monno (Jazzwerkstatt, 2008), mit Gebhard Ullmann, Benjamin Weidekamp, Aki Sebastian Ruhl, Almut Kühne, Richard Koch, Ibadet Ramadani, Matthias Müller, Simon Harrer, Michael Haves, Christian Marien
- Ta Lam 11: Mingus! (Jazzwerkstatt, 2011), mit Volker Schlott, Gebhard Ullmann
- The Clarinet Trio : Jürgen Kupke, Gebhard Ullmann, Michael Thieke 4 (Leo Records 2012)
- Double Trio de Clarinettes Itinéraire Bis (Between the Lines 2013, mit Armand Angster, Michael Thielke, Gebhard Ullmann, Jean-Marc Foltz, Sylvain Kassap)
- The Clarinet Trio plus Alexey Kruglov: Live in Moscow (Leo, 2017), mit Gebhard Ullmann, Michael Thieke, Alexej Kruglov
- Potsa Lotsa XL & Youjin Sung: Gaya (Trouble in the East 2022)
- Silke Eberhard Potsa Lotsa XL: Chamber Works (2023)
- Heide Bartholomäus, Jürgen Kupke & Hannes Zerbe: Wie es war – Wie es ist. Brecht und Jazz (JazzHausMusik 2023)